# Carena de la Socarrada
La Carena de la Socarrada és una serra situada al municipi de Perafita (Lluçanès), amb una elevació màxima de 754,2 metres.